# 대니 빈슨
대니 빈슨(Danny Vinson, 1954년 5월 6일 ~ )은 미국의 배우, 텔레비전 배우이다.

## 영화
- 헤븐 바운드 (2017년)
- 마운틴 탑 (2017년)
- 윔피키드: 가족 여행의 법칙 (2017년)
- 더 송 (2014년) - 쉐프 조던 역
- 아웃 오브 애쉬즈 (2014년)
- 지미 (2013년)
- 블러드 두 사인 마이 네임 (2010년)
- 트라이얼 (2010년)
- 레더헤즈 (2008년)
- 벤자민 버튼의 시간은 거꾸로 간다 (2008년)
- 더 슈루드 매니저 (2007년)
- 더 리스트 (2007년)
- 허니드리퍼 (2007년)
- 텔라데가 나이트 : 리키 바비의 발라드 (2006년)
- 앙코르 (2005년)
- 두 병사 (2003년)